# Onze-Lieve-Vrouw van Bijstandkerk (Niepkerke)
De Onze-Lieve-Vrouw van Bijstandkerk (Frans: Église Notre-Dame-de-Bon-Secours) is de parochiekerk van de wijk Pont-de-Nieppe in de Franse gemeente Niepkerke in het Noorderdepartement.  

## Geschiedenis

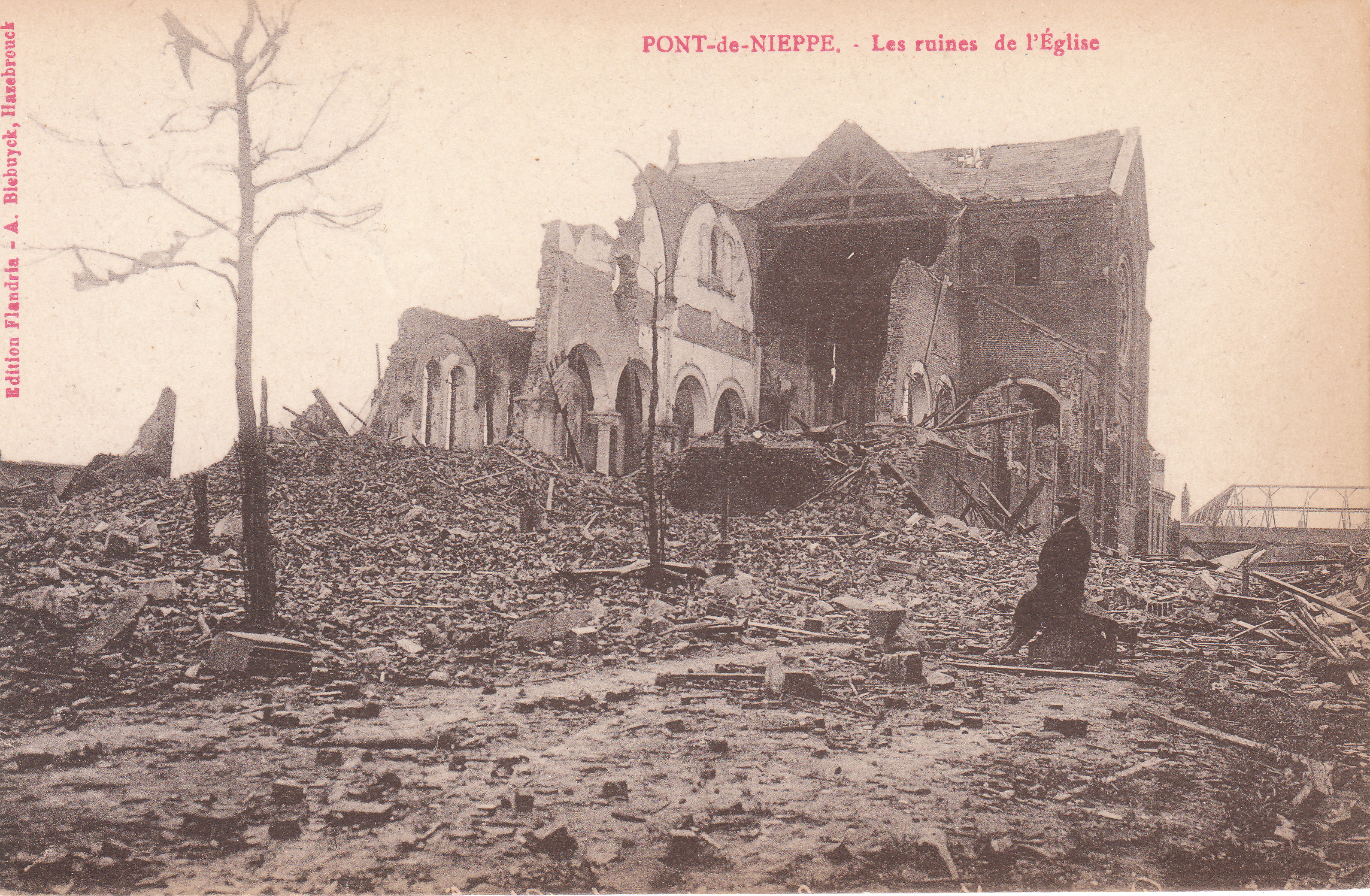
De tijdens de Eerste Wereldoorlog verwoeste kerk

In 1872 verzocht de pastoor van de Sint-Martinusparochie te Niepkerke aan de bisschop om in het toen snel groeiende Pont-de-Nieppe een hulpkerk te mogen oprichten. In 1876 werd dit toegestaan en in 1877 kwam de hulpkerk gereed. Deze werd gewijd aan Onze-Lieve-Vrouw van (Goede) Bijstand, evenals een kapel die tijdens de Franse Revolutie werd vernield.
Tijdens het Duitse Lenteoffensief (april 1918) in de Eerste Wereldoorlog werd de hulpkerk grotendeels verwoest. Slechts het koor en een deel van het transept bleven behouden.
In de jaren 20 van de 20e eeuw werd de kerk herbouwd en in 1929 werd hij ingewijd. Op 8 september 1944 had hier de begrafenisplechtigheid plaats van 38 gijzelaars die vlak voor de bevrijding nog door de SS'ers werden vermoord.

## Gebouw
Het betreft een neoromaans bouwwerk in rode baksteen, met een dakruiter en een klein mozaïek in het timpaan. Het kerkmeubilair is van het eind van de 19e eeuw. 